# No Me Quiero Ir de Aquí
No Me Quiero Ir de Aquí (Vertaald. Ik wil niet weg van hier ) is het aankomende eerste concertresidentie van de Puerto Ricaanse rapper en zanger Bad Bunny ter promotie van zijn zesde studioalbum Debí Tirar Más Fotos (2025). Het evenement vindt plaats in het José Miguel Agrelot Coliseum in San Juan en vindt plaats van 11 juli 2025 tot en met 14 september.  

## Achtergrond
Op 26 december 2024 kondigde Bad Bunny zijn zesde studioalbum aan, Debí Tirar Más Fotos, met een releasedatum voor 5 januari 2025, de dag voor Driekoningen,  een nationale feestdag in Puerto Rico. Het album werd binnen een week onmiddellijk met lovende kritieken ontvangen door fans en critici vanwege de thema's die erin voorkomen. Het werd omschreven als een 'liefdesbrief' aan Puerto Rico en was een mix van traditionele Puerto Ricaanse folkloristische muziekgenres zoals plena, jíbaro en salsamuziek met reggaeton en housemuziek.  In de vroege ochtend van 12 januari 2025 verschenen er twee Monobloc-stoelen, vergelijkbaar met die op de hoes van het album, bovenaan de trap naar de ingang van het José Miguel Agrelot Coliseum in San Juan, Puerto Rico, wat erna hintte dat Bad Bunny daar zou optreden.  De volgende dag (13 januari 2025) bracht de zanger een video uit waarin hij officieel zijn eerste residentie aankondigde, die zou plaatsvinden op dezelfde locatie waar hij al talloze keren had opgetreden en records had gebroken wat betreft kaartverkoop en bezoekersaantallen.  Diezelfde avond was Bad Bunny mede-presentator van The Tonight Show Starring Jimmy Fallon, waar hij de monoloog van Fallon "crashte", samen met Los Pleneros de la Cresta, en ook voor het eerst " Voy a Llevarte Pa' PR " uitvoerde (een lied van zijn nieuwe album). 
De naam van de residency betekent in het Nederlands Ik wil hier niet weggaan. Deze term is afkomstig van de directe tekst van de outro van het nummer " El Apagón " van Bad Bunny, afkomstig van zijn vijfde studioalbum Un Verano Sin Ti (2022). Deze tekst is een verwijzing naar het groeiende aantal Puerto Ricanen dat naar de Verenigde Staten verhuist vanwege de hoge kosten van levensonderhoud op het eiland, maar ook naar gentrificatie en het verlies van culturele identiteit. Dit zijn thema's die de kunstenaar uitgebreid heeft onderzocht in zowel Un Verano Sin Ti als Debí Tirar Más Fotos . 